# Алексеј Стаханов
Алексеј Григорјевич Стаханов (рус. Алексе́й Григо́рьевич Стаха́нов; Луговија, 3. јануар 1906 — Торез, 5. новембар 1977) је био совјетски рудар који је постао познат 1935. године, када је у једној смени ископао 102 тоне угља, што је од стране совјетских власти проглашено светским рекордом. Одмах након тога, у СССР је почео да се развија стахановски покрет, назван по њему.

## Биографија
Стаханов је рођен 3. јануарa 1906. године у месту Луговија близу Орела у западној Русији. У својој 21. години почео је да ради у руднику Централна-Ирмино у Кадијевки (регион Донбас, данашња Украјина). Дана 31. августа 1935. године Стаханов је за 5 сати и 45 минута ископао 102 тоне угља. Одмах након овога постао је совјетски раднички херој, а овај подвиг донео му је и светску славу. Магазин Тајм је објавио његову слику на насловној страни у броју од 16. децембра 1935. године. Након овога, Стаханов је постао студент академије у Москви, а по завршетку школовања 1942. постао је директор рудника у Караганди (Казахстан). Од 1943. до 1957. радио је у Министарству индустрије СССР. Од 1957. па до пензионисања 1974. радио је као руководилац (директор или инжењер) у државним рудницима. Био је посланик Врховног Совјета СССР, а добитник је више државних ордена за рад, од којих су најзначајнији Орден хероја социјалистичког рада и Орден Лењина. Умро је 5. новембра 1977, а наредне 1978. године град Кадијевка у којем је започео своју радну каријеру добио је име по њему. Тај град и данас носи назив Стаханов.

## Стахановски покрет
По имену Алексеја Стаханова назван је читав један покрет који се развио у Совјетском Савезу након његовог подвига. Овај стахановски покрет је био покрет за повећање радних резултата, за повећање производње и увођење иновација у социјалистичкој производњи. Због великих материјалних стимулација које је давала совјетска држава покрет се веома брзо развио у свим сферама привредне и индустријске делатности. Најпознатији стахановци били су: Паша Ангелина (пољопривреда), Александар Бусигин (аутомобилска индустрија), сестре Виноградов (текстилна индустрија), Петер Кривонос (железнички саобраћај) и многи други. Овај покрет је у каснијим временима критикован као пропагандни маневар СССР, зато што по тим критичарима добри резултати у производњи нису могли бити постигнути само ревношћу радника. Заправо, њихово мишљење је да где год су радници добили квалитетну и савремену опрему, ту су и постигнути најбољи резултати.

## Оспоравање рекорда
Такође и рекорд Алексеја Стаханова је оспораван. Наиме, по неким сведочанствима утврђено је да је Стаханов имао логистичку помоћ приликом копања угља и да је све урађено у режији совјетске државе, тј. Комунистичке партије да би се подигао морал совјетских радника. Наиме, тајна је била у томе што је Стаханов имао задатак само да копа, а други рудари су постављали потпорне скеле на које се угаљ избацивао. Посао постављања потпорних скела рудари су раније сами обављали, тако да је Стаханов добивши корисну логистику, могао континурано да ради са својом пнеуматском бушилицом.

## Стахановци у другим земљама
Стахановизам данас означује ударног радника. Стахановљев рекорд је изазвао праву помаму у другим социјалистичким земљама. Нарочито је после Другог светског рата био популаризован овај начин рада. Најпознатији пољски стахановац био је Винсент Пстровски, а у СФРЈ су то били Ариф Хералић и Алија Сиротановић.

## Неостахановизам
Неостахановизмом можемо слободно назвати сва настојања модерних капиталистичких предузећа да материјалном стимулацијом мотивишу раднике на квалитетнији и квантитатативнији рад. Као што је добро познато, у многим већим прехрамбеним ланцима, као што је нпр. Макдоналдс, срећемо запосленог коме на грудима стоји ознака „радник месеца“. Дакле, та особа ће за свој појачани и продуктиван рад током претходног месеца добити награду у виду новчаних или других материјалних добара.